# George Cavendish-Bentinck
George Augustus Frederick Cavendish-Bentinck (Londra, 9 luglio 1821 – 9 aprile 1891) è stato un avvocato e politico inglese.

## Biografia
Era l'unico figlio di Lord Frederick Cavendish-Bentinck, quarto figlio del primo ministro William Cavendish-Bentinck, III duca di Portland, e di sua moglie, Mary Lowther, figlia di William Lowther, I conte di Lonsdale. Frequentò la Westminster School e il Trinity College, di Cambridge. Nel 1840 entrò a far parte delle Grenadier Guards, ma si ritirò nel 1841.

## Carriera
Cavendish-Bentinck si candidò, senza successo, per il comune di Taunton alle elezioni generali nell'aprile 1859, ma ne è stato eletto deputato nell'agosto dello stesso anno. Nel 1865 rappresentò Whitehaven, carica che mantenne fino alla sua morte. 
Servì nel secondo governo di Benjamin Disraeli come Sottosegretario di Stato al Ministero del commercio (1874-1875) e come giudice responsabile della corte marziale (1875-1880). Nel 1875 divenne membro del Consiglio privato.
Era un fiduciario del British Museum (1875-1891) e un giudice di pace per Cumberland e Dorset. Nel 1885, è stato uno degli avversari più accaniti di William Thomas Stead nel Caso Eliza Armstrong.

## Matrimonio
Sposò, il 14 agosto 1850, Prudentia Penelope Leslie (?-22 giugno 1896), figlia del colonnello Charles Leslie. Ebbero quattro figli:
- Christina Anne Jessica Cavendish-Bentinck (?-2 giugno 1912), sposò Sir Tatton Sykes, V baronetto, ebbero un figlio;
- William George Cavendish-Bentinck (6 marzo 1854-9 aprile 1891), sposò Elizabeth Livingstone, ebbero due figlie;
- William George Frederick Cavendish-Bentinck (26 agosto 1856-13 novembre 1948), sposò Ruth St. Maur, ebbero cinque figli;
- Mary Venetia Cavendish-Bentinck (4 giugno 1861-2 maggio 1948), sposò John James, non ebbero figli.

## Morte
Morì il 9 aprile 1891.

## Ascendenza
|                                                        |                                  |                                                   | Genitori                                           |  |  | Nonni |  |  | Bisnonni                              |  |  | Trisnonni                          |  |
|                                                        |                                  |                                                   |                                                    |  |  |       |  |  | William Bentinck, II duca di Portland |  |  | Henry Bentinck, I duca di Portland |  |
|                                                        |                                  |                                                   |                                                    |  |  |       |  |  | William Bentinck, II duca di Portland |  |  | Henry Bentinck, I duca di Portland |  |
|                                                        |                                  | lady Elizabeth Noel                               |                                                    |  |  |       |  |  | William Bentinck, II duca di Portland |  |  |                                    |  |
| William Henry Cavendish-Bentinck, III duca di Portland |                                  |                                                   |                                                    |  |  |       |  |  | William Bentinck, II duca di Portland |  |  |                                    |  |
|                                                        |                                  | lady Margaret Cavendish Harley                    | Edward Harley, II conte di Oxford e conte Mortimer |  |  |       |  |  |                                       |  |  |                                    |  |
|                                                        |                                  | lady Margaret Cavendish Harley                    | Edward Harley, II conte di Oxford e conte Mortimer |  |  |       |  |  |                                       |  |  |                                    |  |
|                                                        |                                  | lady Margaret Cavendish Harley                    | lady Henrietta Cavendish Holles                    |  |  |       |  |  |                                       |  |  |                                    |  |
| lord Frederick Cavendish-Bentinck                      |                                  | lady Margaret Cavendish Harley                    |                                                    |  |  |       |  |  |                                       |  |  |                                    |  |
|                                                        |                                  | William Cavendish, IV duca di Devonshire          | William Cavendish, III duca di Devonshire          |  |  |       |  |  |                                       |  |  |                                    |  |
|                                                        |                                  | William Cavendish, IV duca di Devonshire          | William Cavendish, III duca di Devonshire          |  |  |       |  |  |                                       |  |  |                                    |  |
|                                                        |                                  | William Cavendish, IV duca di Devonshire          | Catherine Hoskins                                  |  |  |       |  |  |                                       |  |  |                                    |  |
| lady Dorothy Cavendish                                 |                                  | William Cavendish, IV duca di Devonshire          |                                                    |  |  |       |  |  |                                       |  |  |                                    |  |
|                                                        |                                  | Charlotte Elizabeth Boyle, marchesa di Hartington | Richard Boyle, III conte di Burlington             |  |  |       |  |  |                                       |  |  |                                    |  |
|                                                        |                                  | Charlotte Elizabeth Boyle, marchesa di Hartington | Richard Boyle, III conte di Burlington             |  |  |       |  |  |                                       |  |  |                                    |  |
|                                                        |                                  | Charlotte Elizabeth Boyle, marchesa di Hartington | lady Dorothy Savile                                |  |  |       |  |  |                                       |  |  |                                    |  |
| hon. George Cavendish-Bentinck                         |                                  | Charlotte Elizabeth Boyle, marchesa di Hartington |                                                    |  |  |       |  |  |                                       |  |  |                                    |  |
|                                                        | sir William Lowther, I baronetto | Christopher Lowther                               |                                                    |  |  |       |  |  |                                       |  |  |                                    |  |
|                                                        | sir William Lowther, I baronetto | Christopher Lowther                               |                                                    |  |  |       |  |  |                                       |  |  |                                    |  |
|                                                        | sir William Lowther, I baronetto | Elizabeth Maude                                   |                                                    |  |  |       |  |  |                                       |  |  |                                    |  |
| William Lowther, I conte di Lonsdale                   | sir William Lowther, I baronetto |                                                   |                                                    |  |  |       |  |  |                                       |  |  |                                    |  |
|                                                        |                                  | Anne Zouch                                        | rev. Charles Zouch                                 |  |  |       |  |  |                                       |  |  |                                    |  |
|                                                        |                                  | Anne Zouch                                        | rev. Charles Zouch                                 |  |  |       |  |  |                                       |  |  |                                    |  |
|                                                        |                                  | Anne Zouch                                        | Dorothy Norton                                     |  |  |       |  |  |                                       |  |  |                                    |  |
| lady Mary Lowther                                      |                                  | Anne Zouch                                        |                                                    |  |  |       |  |  |                                       |  |  |                                    |  |
|                                                        |                                  | John Fane, IX conte di Westmorland                | Thomas Fane, VIII conte di Westmorland             |  |  |       |  |  |                                       |  |  |                                    |  |
|                                                        |                                  | John Fane, IX conte di Westmorland                | Thomas Fane, VIII conte di Westmorland             |  |  |       |  |  |                                       |  |  |                                    |  |
|                                                        |                                  | John Fane, IX conte di Westmorland                | Elizabeth Swymmer                                  |  |  |       |  |  |                                       |  |  |                                    |  |
| lady Augusta Fane                                      |                                  | John Fane, IX conte di Westmorland                |                                                    |  |  |       |  |  |                                       |  |  |                                    |  |
|                                                        |                                  | hon. Augusta Bertie                               | lord Montague Bertie                               |  |  |       |  |  |                                       |  |  |                                    |  |
|                                                        |                                  | hon. Augusta Bertie                               | lord Montague Bertie                               |  |  |       |  |  |                                       |  |  |                                    |  |
|                                                        |                                  | hon. Augusta Bertie                               | Anne Piers                                         |  |  |       |  |  |                                       |  |  |                                    |  |
|                                                        |                                  | hon. Augusta Bertie                               |                                                    |  |  |       |  |  |                                       |  |  |                                    |  |